# Голубой район
Голубой район (англ. Blue Area) — коммерческий и деловой центр в Исламабаде (Пакистан). Название «Голубой район» было дано району вследствие цвета, которым он был обозначен на мастер-плане строящегося города. Район представляет собой коридор зданий, вытянутых вдоль исламабадской Хаябан-е-Каид-е-Азам (Джинна авеню), важнейшей транспортной артерии города, ведущей к главным правительственным зданиям. Голубой район отличается чистыми и широкими дорогами, высокими строениями на фоне зелёных панорам смежных районов. Он ограничен Назимуддин роуд на северо-западе и A.K.M. Фазл-уль-Хак роуд на юго-востоке. Голубой район стал местом привлечения большого объёма прямых иностранных инвестиций, в частности было начато возведение комплекса зданий смешанного использования Кентавр (The Centaurus), включающего в себя жилые и офисные здания, 7-звёздочный отель.

## Исламабадская фондовая биржа
Здание Исламабадской фондовой биржи находится в Голубом районе, в нём соответственно располагается Исламабадская фондовая биржа.

## Saudi-Pak Tower
Saudi Pak Tower — офисное здание в Голубом районе. Оно состоит из 20 этажей, на которых расположены офисы более десятка транснациональных компаний, в том числе европейских компаний, американских телеканалов и международных компаний из Китая и Ближнего Востока.

## Строения
- Штаб-квартира Oil and Gas Development Company
- Saudi-Pak Tower
- Telecom Tower
- Здание United Bank Limited
- Комплекс зданий «Кентавр»